# Чапман, Джудит
Джу́дит Ча́пман (англ. Judith Chapman; род. 15 ноября 1951, Гринвилл, Южная Каролина) — американская актриса мыльных опер. Чапман наиболее известна благодаря своим ролям в дневных мыльных операх «Как вращается мир», «Главный госпиталь», «Одна жизнь, чтобы жить», «Дни нашей жизни», «Молодые и дерзкие» и др.

## Биография
Чапман родилась в Гринвилле, Южная Каролина и за свою карьеру появилась в более пятидесяти проектах, однако наибольшей известности добилась благодаря ролям в мыльных операх. Её первая мыльная роль была в «Как вращается мир», после чего в 1978 году Чапман почти получила роль Памелы Барнс Юинг в прайм-тайм сериале «Даллас». Несколько последующих лет Чапман пыталась построить карьеру в прайм-тайм, появляясь в таких шоу как «Фламинго-роуд», «Частный детектив Магнум», «Каскадёры» и «Ремингтон Стил», а в 1983 году вернулась к регулярной работе в дневном мыле. В 2004 году, когда Джоан Ван Арк отказалась от роли Глории Эббот в «Молодые и дерзкие», Чапман смогла получить роль в шоу. В марте 2011 года она была понижена с контрактного, до периодического статуса.

## Фильмография
- Как вращается мир (1975—1978) - Натали Бэннон Хьюз
- Надежда Райана (1983) - Шарлотта Грир
- Главный госпиталь (1984—1987) - Джинни Блейк-Вебер
- Одна жизнь, чтобы жить (1987) - Сандра Монтанья
- Дни нашей жизни (1989—1991) - Анжелика Деверо / Диана Колвил
- Фламинго-роуд (1980-1982) - Терри Волкер
- Частный детектив Магнум (1980-1988) - Лиза Пейдж / Луиза Де Болт / Сара Клиффорд
- Каскадёры (1981-1986) - Кей Фалкнер
- Ремингтон Стил (1982-1987) - Саманта Донахью
- Амазонка в огне (1993) - Сандра
- Молодые и дерзкие (2005 — н. в.) - Глория Симмонс